# Comuna Sulița, Botoșani
Sulița este o comună în județul Botoșani, Moldova, România, formată din satele Cheliș, Dracșani și Sulița (reședința).

## Așezare, istoric
Localitatea Sulița se află în partea sudică a județului Botoșani, la distanța de 25 km de centrul de județ. Fostele localități târgul Sulița și satul Sulițoaia formează în prezent o sigură unitate administrativă sub denumirea de satul Sulița. Fostul târg este așezat pe culmea și botul unui deal, ce se termină la confluența pârâului Burla, numit de localnici Ursoaia, cu râul Sitna.
Fostul sat Sulițoaia este așezat pe coasta unui deal ce prezintă numeroase denivelări de teren, din care cauză sistematizarea lui este imposibilă. Acest aspect a făcut ca satul să fie pus sub interdicție din anul 1968. Prin satul Sulița curge pârâul Burla, care se vărsa în râul Sitna și trece drumul județean nr. 297. Localitatea Sulița este așezată între iazul Dracșani (V), dealul Cheliș (E) și pârâul Burla (S) și are altitudinea maximă 120m. Sulița are în apropierea sa trei sate, 2 făcând parte din aceeași comună. În partea de nord comuna Sulița se mărginește cu satul Cerchejeni din comuna Blândești, la sud cu satul Cheliș, iar la sud-vest cu satul Dracșani.
La recensământul din 1860, Sulița era oficial a 24-a localitate urbană a Moldovei, după numărul populației (2858 locuitori).

## Relieful
Rețeaua hidrografică are direcția N-S și este formată din iazurile Dracșani și Burla, precum și pârâul Ursoaia. Iazul Dracșani este format prin zăgăzuirea văii râului Sitna și are o suprafață de 5-600 ha luciu apă, iar suprafața inundabilă maximă ajunge la 800 ha. Este cel mai mare lac de luncă, iar ca mărime al doilea din Moldova după Brateș. Apele ce se adună în el provin din topirea zăpezilor, din ploi, izvoare precum și din scurgerea Sitnei, pe a cărui curs se află. Vegetația acvatică este foarte puțină și se găsește mai mult în „Coada iazului” și constă din stuf, papură, cosor, brădiș.
Fiind așezat între dealuri, iazul primește anual cantități mari de mâl ce provin din erodarea solului sub acțiunea apei. Iazul Burla a fost amenajat în anul 1962 pe cursul pârâului Ursoaia în partea de NE a satului. Are o suprafață totală de 66 ha din care 44 ha luciu de apă. În el cresc pești (crap și caras auriu) care în condiții de nefurajare dau o producție de 500 kg la hectar. Burla izvorăște de lângă satul Mânăstireni, județul Botoșani.
În anii ploioși se revărsa peste maluri, provocând inundații mari, așa cum s-a întâmplat în anul 1969. În timpul verii, Ursoaia seacă. Fiind așezată pe culmea unui deal, Sulița are apă freatică la mare adâncime. Toate fântânile ce se găsesc pe platoul localității sunt foarte adânci 15–20 m. Apa conține o cantitate mare de săruri minerale, din care cauză nu prea se folosește pentru băut. Din motivele arătate mai sus, centrul fostului târg nu are decât puține fântâni. Majoritatea locuitorilor se aprovizionează cu apă de la fântânile ce se află pe malurile iazului Dracșani și a pârâului Burla unde apa are calități mai bune și se găsește la adâncimi relativ mai mici.
Adâncimea apei freatice, după studiile pedologice se prezintă după cum urmează: pe vale 0,5–3 m; pe versanți 1,5–8 m; pe platou 8–15 m.

## Clima
Clima are un caracter continental, temperatura medie anuală fiind 8,6 °C. Au fost ani care au făcut excepție de la această medie anuală, temperatura fiind mai scăzută sau mai ridicată. În anul 1940, media anuală a fost mai scăzută atingând la 6,8 °C, în timp ce în anul 1936 a fost mai ridicată ajungând la 10,3 °C. Media lunii ianuarie este cuprinsă de obicei între 3-4,5 °C, în timp ce luna iulie înregistrează o medie de 19-21 °C.
Temperatura maximă s-a înregistrat în anul 1952, când mercurul termometrelor s-a ridicat la 39 °C, iar cea minimă absolută a fost de -30 °C în anii 1911, 1937, 1940. Durata medie anuală a timpului fără îngheț atinge 184 zile, verile au de obicei un regim scăzut de umezeală, dar se mai înregistrează și veri foarte ploioase, așa cum a fost cea din anul 1965. Precipitațiile atmosferice ce cad într-un an, ating valori cuprinse între 500–600 mm. Iernile sunt de obicei sărace în zăpadă, iar cea care cade este de obicei spulberată de crivăț. De multe ori localitatea este bântuită de calamități, așa cum a fost grindina din luna august a anului 1933, când recolta a fost distrusă în proporție de 90%.

## Vegetația și animalele
Pe teritoriul comunei există o vegetație de silvostepă, unde întâlnim ca specii de păioase, carpenul, salcâmul, parul sălbatic, plopul, păducelul etc. Pajiștile în general sunt cultivate cu ierburi din categoria păiușului și a coliliei cu predominanță ierburile din categoria păiușului. O mare parte a pajiștilor este degradată datorită alunecărilor de teren și a pășunatului intensiv. Pe terenurile sărăturoase se întâlnește vegetația specifică alcătuită din iarba sărată, limba peștelui și altele.
Fauna este specifică vegetației de silvostepă fiind reprezentată în special prin rozătoare ca: popândăul, cățelul de pământ, șoarecele de stepă, șobolanul de câmp, iepuri de câmp. Aceste rozătoare sunt specii dăunătoare culturilor agricole. Dintre păsări, cele mai des întâlnite sunt: vrăbiile, ciorile, graurii, ulii etc. Pe iaz întâlnim rațele sălbatice, broasca de lac, etc. Insectele sunt într-o mare diversitate de specii, cu precădere lăcuste, fluturi, gândaci, greieri, țânțari de baltă.

## Solul
Solul pe care este amplasată comuna Sulița este variat. Dealul pe care este așezat fostul târg este format din cernoziom levigat, iar în fostul sat Sulițoaia solul este podzolic. Din cauza ploilor, terenul este supus eroziunii apei din topirea zăpezilor și a apei provenite din ploi, lucru ce face ca solul să fie lipsit de humus. În partea de sud-est a acestui deal, primăvara apar petice de solonețuri formate din acumularea sărurilor reziduale ale rocilor. În partea de vest a Suliței, pe marginea iazului Dracșani, din cauza apei freatice, se înregistrează deplasări de teren spre vatra iazului.

## Elemente economice
Economia comunei Sulița are un caracter agrar. Principalele culturi întâlnite aici sunt: porumbul, grâul, orzoaica, sfecla furajeră, sfecla de zahăr, floarea soarelui, cartofi, fasole, etc.
În categoria activităților de ordin secundar se înscriu cele comerciale sau din sfera serviciilor. Dotările publice existente pe raza comunei, destinate activităților mai sus amintite, aparțin cu preponderență sectorului privat și mixt. Acestea se alătură clădirilor și echipamentelor care aparțin și se află în responsabilitatea instituțiilor publice locale: administrație publică, poștă, telecomunicații, învățământ, sănătate, asistență socială. Aceste instituții desfășoară activități doar în reședința de comună Sulița, în satele aparținătoare, în majoritatea cazurilor, neexistând puncte de lucru sau sedii ale acestora. Astfel este îngreunat accesul locuitorilor satelor în cauză la instituțiile și serviciile publice. Singurele dotări de interes public care se regăsesc în toate satele comunei Sulița sunt cele ale Bisericii, școlilor generale și gimnaziale. Lipsesc după cum se poate observa, serviciile de sănătate, asistență socială, strict necesare unui trai decent, acestea fiind asigurate din reședința de comună într-o măsură total nesatisfăcătoare raportat la nevoile populației.
În comună funcționează 2 mori de porumb, 1 abator, 3 prese de ulei, 1 atelier lemnărie, 1 darac, 1 atelier fierărie, 1 fermă piscicolă, 1 brutărie. Activitatea care caracterizează comuna o constituie cultivarea terenurilor agricole și creșterea animalelor.
Comuna este recunoscută pentru luciu de apă (iazul Dracșani - vezi si Barajul Sulița ) care este administrat de firma S. C. Piscicola. Peștele este scos din apă cu ajutorul năvoadelor și este comercializat atât în județul Botoșani cât și în afara județului. Terenul agricol al comunei reprezintă 4963 ha din suprafața totală restul fiind luciu de apă și teren neproductiv. Culturile agricole cultivate cu precădere sunt păioasele: grâu, orz, ovăz și plante prăsitoare: sfecla de zahăr, sfecla furajera, cartofi etc.
Comuna deține suprafețe de pajiști, pășuni, fânețe. Efectivele de animale sunt într-o continuă scădere. Lucrările agricole pe raza comunei sunt asigurate prin secția Agromec Sulița și de persoanele particulare care dețin mașini agricole.

## Personalități din comuna Sulița
- Marcu Cajal (1885-1972) medic, tatăl lui Nicolae Cajal
- Sfântul Cleopa Ilie de la Sihăstria (1912 - 1998) - cleric ortodox renumit, arhimandrit la Mănăstirea Sihăstria, canonizat ca sfânt
- Ciubotaru Ștefan - învățător, a întocmit o monografie a comunei Sulița, folosită ca bibliografie pentru prezentul articol;
- Viorica Vatamanu (n. 1964), actriță, regizoare, scenaristă, rapsod popular
- Georgeta Damian (n. 1976), canotoare;
- Ion Pribeagu (Isak Lazarovici, 1887 - 1971), umorist, autorul versurilor melodiei Zaraza, textierul lui Constantin Tănase, a emigrat în Israel

## Demografie
Componența etnică a comunei Sulița
     Români (92,59%)
     Alte etnii (0,45%)
     Necunoscută (6,96%)
Componența confesională a comunei Sulița
     Ortodocși (92,59%)
     Alte religii (0,23%)
     Necunoscută (7,18%)
Conform recensământului efectuat în 2021, populația comunei Sulița se ridică la 2.645 de locuitori, în scădere față de recensământul anterior din 2011, când fuseseră înregistrați 3.060 de locuitori. Majoritatea locuitorilor sunt români (92,59%), iar pentru 6,96% nu se cunoaște apartenența etnică. Din punct de vedere confesional, majoritatea locuitorilor sunt ortodocși (92,59%), iar pentru 7,18% nu se cunoaște apartenența confesională.

## Politică și administrație
Comuna Sulița este administrată de un primar și un consiliu local compus din 11 consilieri. Primarul, George Popescu[*], de la Alianța Dreapta Unită, este în funcție din octombrie 2020. Începând cu alegerile locale din 2024, consiliul local are următoarea componență pe partide politice:
|  | Partid                          | Consilieri | Componența Consiliului | Componența Consiliului | Componența Consiliului | Componența Consiliului |
|  | ------------------------------- | ---------- | ---------------------- | ---------------------- | ---------------------- | ---------------------- |
|  | Alianța Dreapta Unită           | 4          |                        |                        |                        |                        |
|  | Partidul Național Liberal       | 3          |                        |                        |                        |                        |
|  | Partidul Social Democrat        | 3          |                        |                        |                        |                        |
|  | Alianța pentru Unirea Românilor | 1          |                        |                        |                        |                        |